# Marek Špilár
Marek Špilár (Stropkov, Eslovàquia, 11 de febrer de 1975 - 7 de setembre de 2013) va ser un futbolista eslovac. Va disputar 30 partits amb la selecció d'Eslovàquia.